# Studio 4°C
Studio 4°C (株式会社スタジオよんどしい; Kabusikigaisa Szutadzsio Jondo Sí; Hepburn: Kabushikigaisha Sutajio Yondo Shī) egy japán animációsfilm-stúdió, amelyet Tanaka Eiko alapított 1986-ban. A cég székhelye Tokióban található. A stúdió nevében a 4 °C arra a hőmérsékletre utal, amelyen a víz a legnagyobb sűrűségét éri el.

## Története
Studio 4 °C számos játékfilmet, OVA-t és kisfilmet készített. Legkorábbi filmjei az Emlékek (1995), a Spriggan (1998) és az Arete Hime (2001). 2003-ban a Warner Bros.-szel koprodukcióban készítették el az Animátrix öt részét. A következő évben készült a díjnyertes avantgárd film, a Mind Game. Következő filmje, a 2006-os Tekkonkinkreet – Harcosok városa hat díjat nyert el és jelölték Oscar-díjra is. 2007-ben a Genius Party antológiába 7 kisfilmet gyűjtöttek össze, majd a következő évben a Genius Party Beyond-ben 5 kisfilm jelent meg. Ebben az évben jelent meg a Batman – Gotham lovagja című Batman-melléktörténet és a Detroit Metal City OVA-sorozat. 2009-ben Az előőrs díjat nyert a Moszkvai Nemzetközi Filmfesztiválon. 2010 februárjában jelent meg két kisfilm a Halo Legends antológiához, az Origins és a The Babysitter.

## Munkái

### Játékfilmek
- Emlékek (1995)
- Spriggan (1998)
- Arete Hime (2001)
- Mind Game (2004)
- Gőzfiú (2005) - animációs közreműködés, pilot film (Sunrise-film)
- Tekkonkinkreet – Harcosok városa (2006)
- Az előőrs (2009)
- Berserk Golden Age Arc (2012–2013)
  - The Egg of the King (2012)
  - The Battle for Doldrey (2012)
  - The Descent (2013)
- Justice League: The Flashpoint Paradox (2013)
- Harmony (2015, a Harmónia című regény adaptációja.)
- Mutafukaz (2017)

### Televíziós anime- és rajzfilmsorozatok
- Uraroji Diamond (2000)
- Piroppo (2001)
- Szuper robotmajomcsapat akcióban! (koprodukcióban a Jetix-szel; 2004)
- Tweeny Witches (2004)
- Kimagure Robot (2004)
- Ani*Kuri15 (számos stúdióval közösen; 2007)
- Transformers: Animated (a MOOK DLE., a Hasbro és a Cartoon Network Studios cégekkel koprodukcióban; 2007–2009)
- Villámmacskák (a Warner Bros. Animationnel koprodukcióban; 2011)
- Csiiszana hana no uta (2013)

### OVA-k
- Tobira o akete (1995)
- Odzsószama szószamó (1996)
- Onkjó szeimeitai Noiseman (1997)
- Eikjú kazoku (1997)
- Animátrix – Kid’s Story (2003)
- Hidzsikata tosizo: Siro no kiszeki (2004)
- Batman – Gotham lovagja – Have I Got A Story For You, Working Through Pain (2008)
- Detroit Metal City (2008)
- Street Fighter IV – Aratanaru kizuna (2009)
- Halo Legends – The Babysitter, Origins (2010)
- Kuro no Szumika – Chronus (Young Animator Training Project, 2014)

### Zenés videók
- Ken Ishii: Extra (1996)
- The Bluetones: Four Day Weekend (1998)
- Glay: Survival (1999)
- Ismeretlen művész: Brand New Day (2001, kiadatlan)[2]
- Hamaszaki Ajumi: Connected (2002)
- Ligalize: Pervyi Otryad (First Squad) (2005)
- Utada Hikaru: Passion (2006)

### Kisfilmek
- Gondora (1998)
- Digital Juice (2001)
- Jigen Loop (2001)
- Sweat Punch (5 kisfilm, 2001-2002, gyűjteményben 2007-ben jelent meg DVD-n) - Professor Dan Petory’s Blues, End of the World, Comedy, Beyond, Junk Town
- Amazing Nuts! Part 1 - Global Astroliner (2006)
- Amazing Nuts! Part 2 - Glass Eyes (2006)
- Amazing Nuts! Part 3 - Kung Fu Love - Even If You Become the Enemy of the World (2006)
- Amazing Nuts! Part 4 - Joe and Marilyn (2006)
- Tamala's "Wild Party" (2007)
- Genius Party (2007) - 7 kisfilmből álló gyűjtemény
- Genius Party Beyond (2008) - 5 kisfilmből álló gyűjtemény
- The Babysitter (2009) - A Halo Legends egy kisfilmje
- My Last Day (2011) - Rövid húsvéti anime az Egyetemi Hadjárat Krisztusért számára. A The JESUS Film Projecttel, a Brethren Entertainmenttel és Barry Cookkal együttműködve.
- Kid Icarus: Uprising -Medusa's Revenge- (2012) - A Kid Icarus: Uprising videójáték promóciós kisfilmje
- Drive Your Heart (2013) - A PES-peace eco smile spin-offja, a Toyota rövid reklámfilmje.
- Tuzki: Love Assassin (2014)
- Turnover (2015) - Az azonos című manga adaptációja a Benesse népszerűsítésére.[3][4]
- Kandzso ga kandzsi o szukina rijú Part 1 and Part 2 (2015)[5][6][7]

### Videójátékok
- Ace Combat 04: Shattered Skies (2001)
- Summon Night 3 (2003)
- Ape Escape: Pumped & Primed (2004)
- Ace Combat 5: The Unsung War (2004)
- Rogue Galaxy (2005)
- Lunar Knights (2006)
- Jeanne d’Arc (2006)
- Ace Combat X: Skies of Deception (2006)
- Street Fighter IV (2008)
- .hack//Link (2010)
- Catherine (2011)
- Hard Corps: Uprising (2011)
- Asura’s Wrath (2012)
- Toukiden (2013)
- Tokyo Mirage Sessions ♯FE (2015)[8]
- Guardian’s Violation (2015)[9]

### Reklámok
- Nike - Chamber of Fear (Self Doubt) (2004)
- Honda Edix - kiro (2006)

### Egyéb
- Simocuma monogatari (2004) - Animációs rész
- Linkoln (2005) - Nyitóanimáció és szereplőtervezés
- Kuroszagi (2006) - Nyitóanimáció
- Donju (2009) - Animációs rész
- Attraction (2010) - Interaktív dohányzásellenes társadalmi célú hirdetés a The National Institute for Preventive and Health Education számára Franciaországban.
- PES-peace eco smile (2012) - A Toyota reklámozása céljából készült kisfilmek
- Gumball csodálatos világa (2016) - Dragon Ball manga stílusú visszaemlékező jelenet, a Kill la Kill stílusú harcjelenet Nicole és Masami anyja között, Yuki a negyedik évad A harag című epizódjában.